# Seznam dílů seriálu Kurýr
Toto je seznam dílů seriálu Kurýr. Tento koprodukční kanadsko-americko-britsko-německo-francouzský akční televizní seriál, natočený na motivy stejnojmenné filmové série, byl vysílán od podzimu 2012, druhá řada navázala na podzim 2014. V českém znění seriál od prosince 2013 uvedla televize Prima Cool.

## Přehled řad
| Řada | Díly | Premiéra       | Premiéra          | Premiéra v ČR    | Premiéra v ČR   |
| Řada | Díly | První díl      | Poslední díl      | První díl        | Poslední díl    |
| ---- | ---- | -------------- | ----------------- | ---------------- | --------------- |
| 1    | 12   | 11. října 2012 | 3. ledna 2013     | 5. prosince 2013 | 20. února 2014  |
| 2    | 12   | 5. října 2014  | 14. prosince 2014 | 8. května 2015   | 12. června 2015 |

## Seznam dílů

### První řada (2012–2013)
| Č. v seriálu | Č. v řadě | Původní název          | Český název             | Režie                        | Scénář                                                                                         | Premiéra v Německu | Premiéra v ČR     |
| ------------ | --------- | ---------------------- | ----------------------- | ---------------------------- | ---------------------------------------------------------------------------------------------- | ------------------ | ----------------- |
| 1            | 1         | Trojan Horsepower      | Trojský kůň pod kapotou | Brad Turner                  | námět: Mahin Choudhary a David Kashyap scénář: Steve Lightfoot                                 | 8. listopadu 2012  | 5. prosince 2013  |
| 2            | 2         | Payback                | Odplata                 | Brad Turner a Bruce McDonald | námět: Alexander Ruemelin, Joseph Mallozzi a Paul Mullie scénář: Joseph Mallozzi a Paul Mullie | 11. října 2012     | 12. prosince 2013 |
| 3            | 3         | The General's Daughter | Generálova dcera        | Stephen Williams             | Alexander Ruemelin, Joseph Mallozzi a Paul Mullie                                              | 18. října 2012     | 19. prosince 2013 |
| 4            | 4         | Harvest                | Sklizeň                 | Andy Mikita a Brad Turner    | Carl Binder                                                                                    | 1. listopadu 2012  | 26. prosince 2013 |
| 5            | 5         | Dead Drop              | Mrtvá schránka          | T.J. Scott                   | námět: Benjamin Sokolowski scénář: Carl Binder a Steve Bailie                                  | 1. listopadu 2012  | 2. ledna 2014     |
| 6            | 6         | Hot Ice                | Krvavé diamanty         | Brad Turner                  | Steve Bailie                                                                                   | 6. prosince 2012   | 9. ledna 2014     |
| 7            | 7         | Give the Guy a Hand    | Ruku na to              | George Mihalka               | Katie Ford                                                                                     | 3. ledna 2013      | 16. ledna 2014    |
| 8            | 8         | Sharks                 | Žraloci a malé ryby     | Bruce McDonald               | Joseph Mallozzi a Paul Mullie                                                                  | 15. listopadu 2012 | 23. ledna 2014    |
| 9            | 9         | City of Love           | Město lásky             | Brad Turner a Andy Mikita    | Alexander Ruemelin                                                                             | 13. prosince 2012  | 30. ledna 2014    |
| 10           | 10        | Switch                 | Rošáda                  | Andy Mikita                  | Joseph Mallozzi a Paul Mullie                                                                  | 25. října 2012     | 6. února 2014     |
| 11           | 11        | 12 Hours               | Závod se smrtí          | Bruce McDonald a Brad Turner | Carl Binder                                                                                    | 13. prosince 2012  | 13. února 2014    |
| 12           | 12        | Cherchez La Femme      | Za vším hledej ženu     | Brad Turner                  | Steve Lightfoot                                                                                | 20. prosince 2012  | 20. února 2014    |

### Druhá řada (2014)
| Č. v seriálu | Č. v řadě | Původní název             | Český název       | Režie               | Scénář                             | Premiéra v Kanadě  | Premiéra v ČR   |
| ------------ | --------- | ------------------------- | ----------------- | ------------------- | ---------------------------------- | ------------------ | --------------- |
| 13           | 1         | 2B Or Not 2B              | Být, či nebýt     | Eric Valette        | Frank Spotnitz                     | 5. října 2014      | 8. května 2015  |
| 14           | 2         | Boom                      | Výbuch            | Erik Canuel         | Ben Harris                         | 5. října 2014      | 15. května 2015 |
| 15           | 3         | Beacon of Hope            | Záblesk naděje    | Stefan Pleszczynski | Francesca Gardiner                 | 12. října 2014     | 22. května 2015 |
| 16           | 4         | We Go Back                | Zpátky v akci     | Eric Valette        | Frank Spotnitz                     | 19. října 2014     | 8. května 2015  |
| 17           | 5         | Euphro                    | Bílá smrt         | Eric Canuel         | Jeffrey Allan Schechter            | 26. října 2014     | 5. června 2015  |
| 18           | 6         | Diva                      | Bodyguard         | Stefan Pleszczynski | Smita Bhide                        | 2. listopadu 2014  | 22. května 2015 |
| 19           | 7         | Sex, Lies and Video Tapes | Sex, lži a video  | Stefan Pleszczynski | Frank Spotnitz                     | 9. listopadu 2014  | 15. května 2015 |
| 20           | 8         | T2                        | Duel              | P. J. Pesce         | Amira El Nemr a Francesca Gardiner | 16. listopadu 2014 | 29. května 2015 |
| 21           | 9         | Trust                     | Pravda            | Eric Valette        | Ben Harris                         | 23. listopadu 2014 | 5. června 2015  |
| 22           | 10        | Chimera                   | Černý lotos       | P.J. Pesce          | Jeffrey Allan Schechter            | 30. listopadu 2014 | 29. května 2015 |
| 23           | 11        | Sixteen Hands             | Trojkoruna        | Gregory Lemaire     | Smita Bhide                        | 7. prosince 2014   | 12. června 2015 |
| 24           | 12        | Endgame                   | Nelítostný souboj | Eric Valette        | Frank Spotnitz a Ben Harris        | 14. prosince 2014  | 12. června 2015 |